# Cibule šalotka
Cibule šalotka je druh zeleniny, botanicky patří do rodu česnek (Allium). Někdy je nazývaná též česnek askalonský, množilka i ošlejch. Dříve byla udávána jako samostatný druh pod jmény Allium ascalonicum auct. non L. nebo Allium salota Dost., dnes většinou zahrnovaná poddruh Allium cepa jako Allium cepa var. aggregatum.

## Původ
Právě tak jako cibule kuchyňská byla i šalotka pěstována v pradávných dobách v Malé a Střední Asii. Odtud také její jméno - cibule aškelonská, podle izraelského města Aškelon, v jehož okolí byla nejvíce pěstována. Ze starého města Aškelonu přinesli si s sebou šalotku do Evropy křižáci.

## Popis

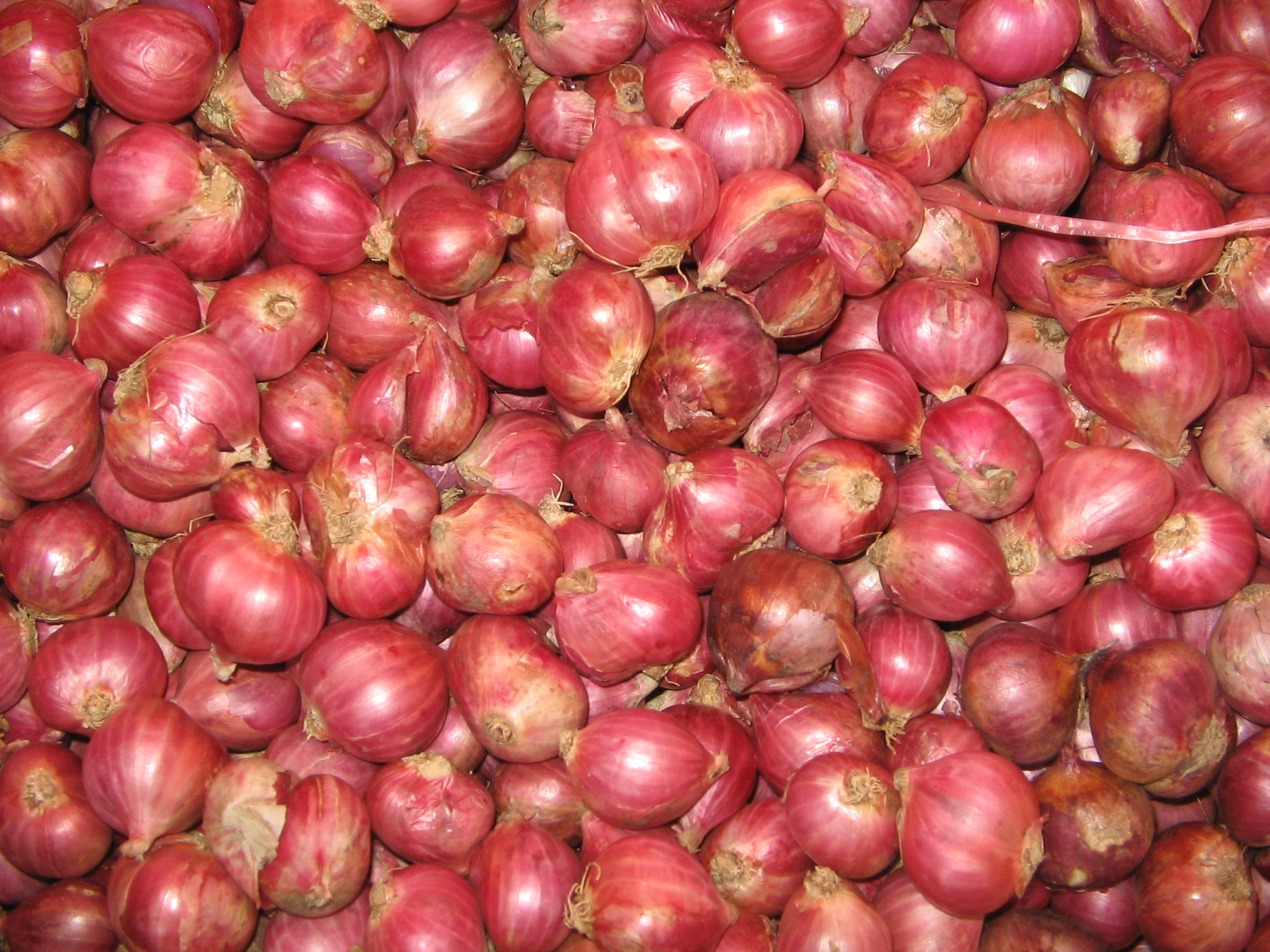
Cibule šalotka.

Celkově podobná cibuli kuchyňské. Charakteristickým znakem je, že se vytváří větší množství drobných cibulek v trsu („hnízdu“), které jsou jemnější chuti než klasická cibule kuchyňská. Listy jsou jednoduché, přisedlé, s listovými pochvami. Čepele jsou celokrajné, polooblé se souběžnou žilnatinou. Květy jsou oboupohlavné, ve vrcholovém květenství, jedná se hlávkovitě stažený zdánlivý okolík, ve skutečnosti to je stažené vrcholičnaté květenství zvané šroubel. Květenství je podepřeno toulcem. V květenství jsou často přítomny pacibulky. Okvětí se skládá ze 6 okvětních lístků narůžovělé až fialové barvy, se středním tmavě nachovým pruhem. Tyčinek je 6. Gyneceum je složeno ze 3 plodolistů, je synkarpní, semeník je svrchní. Plodem je tobolka. Tyto kultivary ale kvetou a plodí méně často než klasická cibule kuchyňská a většinou se rozmnožují vegetativně pomocí dceřiných cibulek. Na řezu všech cibulí šalotky vidíme na rozdíl od příbuzného česneku, že se skládají z masitých ztluštělých listových bází - suknic. Zásobní látkou cibulí je fruktan; to, co nás pálí (když ji krájíme), je éterický olej obsahující allylsulfidy. Ty jsou také příčinou toho, že cibule řadíme mezi koření. Cibule jsou také významným zdrojem vitamínu C a B, provitamínu A a látek, kterým říkáme fytoncidy (antibioticky účinné látky z vyšších rostlin, např. alliin z česneku, tomatin z rajských jablíček a lupulin z chmele).

## Pěstování
Dnes se šalotka pěstuje ve všech zeměpisných šířkách, ve všech zemích světa. Nejlepší je začít sázet šalotku brzy na jaře, nejraději už koncem února nebo začátkem března. Šalotka z jarní výsadby dozrává do konzumní zralosti za 80 – 130 dní, podle klimatických podmínek. Po sklizni je třeba nechat rostliny ještě pár dní na záhonu, aby jim zaschla nať, vysoušení na přímém slunci je ideální. Šalotku neskladujte v uzavřených místnostech, potřebuje vzduch. Šalotku od kuchyňské cibule odlišuje jemnější chuť a vytrvalost – nejen na záhonu, ale také při skladování – neraší a nevyšeptává.

## Gastronomie
Pro svou jemnější chuť, než má cibule kuchyňská, má větší uplatnění jako kořenící příměs ve francouzské, ruské a americké kuchyni.
Nejčastěji se šalotka používá při přípravě dušených pokrmů, ať již masových nebo zeleninových, a rovněž v zeleninových salátech. Dále ji oceníte v polévkách či omáčkách i slaných koláčích. Velmi oblíbená je také šalotka nakládaná ve sladkokyselém nálevu. Stejně jako cibuli je vhodné šalotku skladovat na chladném a temném místě s dostatečným přístupem vzduchu. 